# Baralla
Baralla is een gemeente in de Spaanse provincie Lugo in de regio Galicië met een oppervlakte van 141 km². In 2001 telde Baralla 3305 inwoners.